# Phare de Clare Island
Le phare de Clare Island était un phare situé au nord de l'île de Clare dans le Comté de Mayo (Irlande). Il était géré par les Commissioners of Irish Lights (CIL) et a été remplacé par le phare d'Achillbeg.

## Histoire
Le premier phare, construit par le Marquis de Sligo en 1806 au nord de l'île de Clare, marquait l'entrée de la Clew Bay. Il a été remplacé après avoir été lourdement endommagé par le feu en septembre 1813.
Le second phare, a été érigé en 1818. C'est une tour ronde de 11 m de haut, avec lanterne et galerie, peinte en blanc et attenante à la maison des gardiens. Des bâtiments annexes ont été construits autour et le site est entouré un muret de pierre.
Inactif depuis 1965, à la mise en route du phare d'Achillbeg. le phare a été vendu et réamménagé par des propriétaires privés pour être exploité en auberge (chambre avec petit déjeuner). En 2001 les premiers propriétaires se sont retirés et le phare a été vendu de nouveau, cette fois comme résidence privée. En 2006, le site est remis en vente et acquis en 2008 par un docteur allemand.
Depuis,il a été réamménagé en hôtel. L'île de Clare est accessible par le ferry de Louisburgh.